# Milaim Rama
Milaim Rama (ur. 29 lutego 1976) – kosowsko-szwajcarski piłkarz grający na pozycji napastnika.

## Kariera klubowa
Rama swoją karierę rozpoczął w 1996 roku w klubie FC Interlaken. Grał w nim tylko przez rok. Następnie w 1997 roku Milaim przeszedł do FC Thun. Grał w nim bardzo długo, bo aż 7 lat. W tym czasie rozegrał w barwach niego 221 meczów strzelając przy tym aż 77 bramek. Później Rama przeszedł do FC Augsburg. Grał w nim tylko przez rok. W 2005 roku przeszedł do FC Schaffhausen. Grał w nim tak samo jak w poprzednim klubie tylko przez 1 rok. Milaim w 2006 przeszedł do klubu FC Thun.

## Kariera reprezentacyjna
W reprezentacji Szwajcarii Rama zadebiutował w 2003 roku. Grał w niej przez bardzo krótki czas, bo tylko przez 1 rok. Milaim był także w składzie swojego kraju na Euro 2004. W barwach swojego kraju rozegrał 7 meczów.